# Deepto Chakrabarty
Deepto Chakrabarty (* 28. Juni 1966) ist ein US-amerikanischer Astronom und Astrophysiker, der sich vor allem mit Röntgen- und Gammastrahlenastronomie befasst.
Chakrabarty studierte am Massachusetts Institute of Technology (MIT) bis zu seinem Bachelor-Abschluss 1988. Er setzte das Studium am Caltech fort und schloss 1992 mit dem Master-Abschluss  und 1996 mit der Promotion (PhD) in Physik ab. Am Lawrence Berkeley National Laboratory war er 1988 bis 1990 in der Supernova Cosmology Group tätig. Ab 1996 forschte er als Postdoktorand am MIT (und zwei Jahre am Compton Gamma Ray Observatory der NASA), wo er 1998 Assistant Professor, 2004 Associate Professor und 2008 Professor wurde. Seit 2008 leitet er dort die Abteilung Astrophysik.
1998 verbrachte er ein Jahr als Visiting Fellow am Balliol College der University of Oxford.
Als beobachtender Astronom befasst er sich insbesondere mit Neutronensternen und Schwarzen Löchern. 2006 erhielt er den Bruno-Rossi-Preis. 2001 bis 2003 konnte er als Sloan Fellow innerhalb des gleichnamigen Programms wirken. 2011 wurde er Fellow der American Physical Society.